# Duck and Cover
Duck and Cover è il secondo album in studio del gruppo musicale statunitense Mad Caddies, pubblicato nel 1998.

## Tracce
1. Road Rash – 2:01
2. The Gentleman – 2:15
3. No Hope – 1:26
4. One Shot – 4:52
5. Macho Nachos – 3:17
6. Monkeys – 2:45
7. Econoline – 2:14
8. The Joust – 3:46
9. Betty – 3:21
10. aPathetic – 2:14
11. Medium Unwell – 3:03
12. Popcorn – 3:53